# Leucodon brachypus
Leucodon brachypus är en bladmossart som beskrevs av Bridel 1827. Leucodon brachypus ingår i släktet Leucodon och familjen Leucodontaceae. Inga underarter finns listade i Catalogue of Life.